# Керченська протока
Ке́рченська прото́ка, Кімері́йський Боспо́р (грец. Κιμμέριος Βόσπορος, крим. Keriç boğazı, рос. Керченский пролив) — протока, що сполучає Чорне й Азовське моря. Західним берегом протоки є Керченський півострів України, східним — Таманський півострів Росії. Ширина протоки — від 4,5 до 15 км. Найбільша глибина 18 метрів. Найважливіший порт — місто Керч.
Після будівництва Цимлянського водосховища течія в протоці змінилась — узимку (випаровування мале) з Азовського в Чорне море, улітку навпаки (велике випаровування) — з Чорного в Азовське море. Улітку Тамань стає правим берегом, що відповідно до фізичних законів розмивається. Виникли проблеми і з косою Тузла. Керченська протока є зоною промислу багатьох видів риб. Сезон вилову починається в кінці осені, коли риба йде з Азовського моря, що замерзає, у солоне Чорне, і триває декілька місяців.
За часів античності протока (знана стародавніми греками як Боспор Кімерійський, за народом — кімерійці) вважалася межею Європи й Азії.

## Історія

### Міф, архаїка
Евріпід описує, як з боку Тавриди (Криму) протоку перепливає Іо — кохана Зевса, перетворена Герою в корову й гнана оводом («Іфігенія в Тавриді»).
Есхіл називає переправу через протоку «Коров'ячим бродом».
У своїх «Життєписах» Плутарх, посилаючись на Геланіка Митіленського, повідомляє, що амазонки переправлялися через Боспор Кімерійський по льоду.

### Античність
Про те, що кочівники взимку переходили протоку по льоду, відомо з «Історії» Геродота. У V столітті до н. е. представники старовинного мілетського аристократичного роду Археанактидів заснували на західному березі протоки місто Пантікапей — столицю Боспорського царства на місці нинішньої Керчі. Геродот двічі згадував Кімерійські переправи.

У II столітті до н. е. на льоду протоки з боку Меотійського озера (Азовського моря) сталася битва між армією полководця Неоптолема і варварами:
Лід у цих місцях такий міцний біля гирла Меотійського озера (тобто в Керченській протоці), що в тому місці, де взимку військовий начальник Мітрідата переміг варварів у кінній битві на льоду, він же розбив у морській битві тих же варварів літом, коли лід розтанув (Страбон, II, 1, 6).
Розповідають, що полководець Мітрідата Неоптолем в одній і тій же протоці влітку розбив варварів у морському бою, а взимку в кінному (VII, 3, 18).

### XX століття
У квітні 1944 року СРСР продовжив розпочате ще німцями будівництво залізничного мосту через протоку. 115 однотипних прольотів по 27,1 м, 110-метрова пролітна будова подвійного судноплавного отвору, що повертається на середній опорі над фарватером для проходу великих суден, естакади біля берега й гребля становлять повну довжину мостового переходу. Будівництво завершили до 27-ї річниці «Великого Жовтня» того ж року. Оскільки німці не встигли завезти все потрібне для будівництва, міст не мав кригорізів, і тому в лютому 1945 року льодом з Азовського моря було пошкоджено до 30 % опор. Міст із круппівської сталі вирішено було не відновлювати, а вцілілі його частини було ліквідовано, оскільки вони заважали судноплавству (останні — у 1960-х роках).
Для заміни зруйнованого мосту 1953 року було відкрито Керченську поромну переправу, що з'єднала Крим і Краснодарський край (лінія Порт Крим — Порт Кавказ). У роботі переправи брали участь чотири залізничні пороми: «Заполярний», «Північний», «Південний» і «Східний». Спочатку ці пороми планували використовувати на залізничній переправі через Єнісей, що будувалася в Ігарці, але в 1953 році це будівництво було закрито, а пороми перевезено до Криму. Пізніше в експлуатацію було введено три автомобільні пороми: «Керченський-1», «Керченський-2» і «Єйськ».
Наприкінці 1980-х років у зв'язку зі старінням залізничних поромів припинено перевезення пасажирських, а потім і товарних потягів через протоку. Через проблеми з фінансуванням нові пороми для переправи побудовано не було, і протягом майже 15 років переправа використовувалася тільки для перевезення автомобілів. Неодноразово пропонувалися проєкти будівництва нового мосту через Керченську протоку, але за браком економічно обґрунтованого варіанту вони не набули подальшого розвитку — із Джанкою до Керчі (дві сотні кілометрів) іде одноколійна залізниця з дуже обмеженою пропускною спроможністю.

## Сьогодення
У 2004 році переправі передали залізничний пором «Анненков», і залізничне сполучення через протоку було поновлено. У листопаді 2004 року напередодні другого туру президентських виборів в Україні відбулося урочисте відкриття поромної переправи. В акції взяв участь президент Росії Володимир Путін.

### Територіальні суперечки
У 2003 році Керченська протока опинилася в центрі скандалу між Росією й Україною після того, як влада Краснодарського краю, прагнучи запобігти розмиванню морського берега, почала поквапом зводити греблю від Тамані в бік українського острова Тузла. Росію звинуватили в посяганні на українську територію. Конфлікт удалося вирішити після втручання президентів — будівництво греблі зупинили, і Тузла залишилася українською. У відповідь Україна погодилася підписати договір, за яким Керченська протока була визнана спільними внутрішніми водами Росії й України. З 2014 року, у зв'язку з анексією Криму Росією, Керченська протока тимчасово не контролюється Україною.